# Arthur-Schnitzler-Archiv
Das Arthur-Schnitzler-Archiv in Freiburg im Breisgau ist einer der wichtigsten Verwahrungsorte von Nachlassmaterial des österreichischen Schriftstellers und Arztes Arthur Schnitzler (1862–1931). Es wurde Mitte der 1960er Jahre in Freiburg gegründet und ist dem Deutschen Seminar der Albert-Ludwigs-Universität Freiburg angegliedert. Das umfangreiche Kopienarchiv umfasst den Großteil des Nachlasses von Arthur Schnitzler.

## Schnitzlers Nachlass
Der umfängliche Nachlass, der nach dem Tod Schnitzlers 1931 in Wien geblieben war, wurde 1938, um ihn vor der Zerstörung durch die Nationalsozialisten zu retten, großteils der Cambridge University Library geschenkt. Heinrich Schnitzler ließ in der Nachkriegszeit den kompletten Nachlass, also auch die in Familienbesitz befindlichen Papiere, mikroverfilmen. Ein Exemplar dieser Filme wurde dem Freiburger Germanisten Gerhard Neumann zur Verfügung gestellt. Vgl. den ausführlicheren Artikel: Arthur Schnitzlers Nachlass.

## Gründung des Archivs
Um das Nachlassmaterial der Schnitzler-Forschung leichter zugänglich zu machen, wurde kurz darauf die Gründung eines eigenen Archivs beschlossen. Mit Hilfe der Deutschen Forschungsgemeinschaft (DFG) und unter Mitarbeit von Gerhard Neumann und Jutta Müller wurden von den Mikrofilmen Xerokopien angefertigt. Diese wurden nach einem neuen System geordnet, in Spezialkartons abgelegt und in einem Findbuch verzeichnet, das 1969 im Münchener Verlag Wilhelm Fink erschien (siehe Literaturliste). Die Räumlichkeiten des  Schnitzler-Archivs befanden sich zunächst in der Belfortstraße 20 in Freiburg; seit 2010 ist das Archiv in der Bibliothek des Deutschen Seminars untergebracht.

## Bestand
Der Kernbestand des Archivs umfasst ca. 50.000 Blatt. Zum Nachlass gehörten in der Hauptsache textgenetisches Material zu fast jedem veröffentlichten Werk Schnitzlers, Manuskripte unveröffentlichter Arbeiten, Autobiographisches sowie zahlreiche Briefe. 2009 wurde das gesamte Material digitalisiert.
Nicht in diesem Nachlass enthalten sind Schnitzlers Tagebücher sowie seine persönliche Dokumente (Zeugnisse, Urkunden, Fotos etc.). Diese befinden sich zusammen mit einer großen Anzahl weiterer Briefe sowie einzelner Werkmanuskripte im Deutschen Literaturarchiv Marbach.
In den letzten Jahren hat sich das Schnitzler-Archiv darum bemüht, seinen Bestand zu erweitern. Im Zuge einer umfangreichen Arrondierung wurden Kopien weiterer Werkmanuskripte erworben, die sich neben dem Deutschen Literaturarchiv Marbach beispielsweise auch in der Österreichischen Nationalbibliothek oder der Israelischen Nationalbibliothek in Jerusalem befinden. Zugleich wurde mit dem Aufbau einer Sammlung von Erstausgaben und Schnitzler-Verfilmungen begonnen.

## Benutzung
Das Arthur-Schnitzler-Archiv verfügt derzeit noch nicht über eine eigene Datenbank, es ist explizit allein über das Findbuch von Neumann/Müller erschlossen. Es ist jedoch indirekt möglich, nach den Beständen des Schnitzler-Archivs auch in der Datenbank „Kallías“ des Deutschen Literaturarchivs Marbach zu recherchieren, da diese neben ihren eigenen Beständen auch den Cambridger Bestand erfasst.
Alle Bestände sind im Archiv zugänglich und verwendbar. Benutzer verpflichten sich, von allen Veröffentlichungen und deren späteren Auflagen oder Nachverwertungen, in denen sie Material aus den Archivalien ausgewertet haben, dem Schnitzler-Archiv nach dem Erscheinen einen Beleg kostenlos zuzustellen. Das gilt auch für Examens-, Diplom- und Magisterarbeiten.
In der Veröffentlichung muss das Schnitzler-Archiv der Albert-Ludwigs-Universität Freiburg als Besitzer der Archivalien genannt werden. Zudem besteht die Möglichkeit, in beschränktem Umfang Kopien der gewünschten Texte zu erwerben.

### Findbuch
- Jutta Müller, Gerhard Neumann: Der Nachlass Arthur Schnitzlers. Verzeichnis des im Schnitzler-Archiv der Universität Freiburg i.Br. befindlichen Materials. Mit einem Vorwort von Gerhart Baumann und einem Anhang von Heinrich Schnitzler: Verzeichnis des in Wien vorhandenen Nachlassmaterials. Fink, München 1969. (Einleitende Bemerkungen zur „Gestalt und Geschichte des Nachlasses“; (Digitalisat))

### Zum Nachlass
- Donald G. Daviau: Hermann Bahr, Arthur Schnitzler and Raoul Aurnheimer: Nachlass- und Editionsprobleme. In: Marie-Louise Roth, Renate Schöder-Werle, Hans Zeller (Hrsg.): Nachlaß- und Editionsprobleme bei modernen Schriftstellern. Beiträge zu den Internationalen Robert-Musil-Symposien Brüssel 1976 und Saarbrücken 1977. Bern 1981, S. 107–116.
- Ulrich Ott: Jahresbericht der Deutschen Schillergesellschaft 1985. In: Jahrbuch der Deutschen Schillergesellschaft. 30 (1986), S. 689–717.
- Michaela Perlmann: Arthur Schnitzler. (Sammlung Metzler Bd. 239). Stuttgart 1987, S. 1–2. (Kapitel 1: Der Nachlaß.)
- Otto P. Schinnerer: Arthur Schnitzler's „Nachlasz“. In: The Germanic Review. Vol. VIII (1933), S. 114–123.
- Heinrich Schnitzler: Der Nachlass meines Vaters. In: Aufbau. (New York), 9. November 1951, S. 9–10.
- Heinrich Schnitzler: Ich bin kein Dichter, ich bin Naturforscher. Der Nachlaß meines Vaters. In: Die neue Zeitung. München, Nr. 247 (20/21. Oktober 1951), S. 9–10. (Ausführlichere Version des „Aufbau“-Artikels.)
- Robert O. Weiss: The Arthur Schnitzler Archive at the University of Kentucky. A series of microflims made from Arthur Schnitzler's Nachlaß. In: IASRA. Vol. 2, Nr. 4 (1963–1964), S. 11–26.; MAL. 4 (1971), Nr. 1, S. 63–76.
- Werner Welzig: Im Archiv und über Briefen. Mitteilungen aus dem Nachlaß Arthur Schnitzlers. In: Hans-Henrik Krummacher, Fritz Martini, Walter Müller-Seidel (Hrsg.): Zeit der Moderne. Zur deutschen Literatur von der Jahrhundertwende bis zur Gegenwart. Stuttgart 1984, S. 441–444.

### Veröffentlichungen (Akten des Arthur Schnitzler-Archivs)
- Achim Aurnhammer, Barbara Beßlich, Rudolf Denk (Hrsg.): Arthur Schnitzler und der Film. (Klassische Moderne 15: Akten des Arthur Schnitzler-Archivs der Universität Freiburg 1). Ergon, Würzburg 2010, ISBN 978-3-89913-748-4. Inhaltsverzeichnis
- Achim Aurnhammer (Hrsg.): Arthur Schnitzlers Lektüren: Leseliste und virtuelle Bibliothek. (Klassische Moderne 19: Akten des Arthur Schnitzler-Archivs der Universität Freiburg 2). Ergon, Würzburg 2013, ISBN 978-3-89913-978-5. Inhaltsverzeichnis
- Achim Aurnhammer, Dieter Martin, Günter Schnitzler (Hrsg.): Arthur Schnitzler und die Musik. (Klassische Moderne 20: Akten des Arthur-Schnitzler-Archivs der 3). Egon, Würzburg 2014. ISBN 978-3-95650-021-3. Inhaltsverzeichnis
- Verena Vortisch: An der Grenze des Poesielands. Arthur Schnitzlers Komödie »Fink und Fliederbusch«. (Klassische Moderne 26: Akten des Arthur-Schnitzler-Archivs der Universität Freiburg 5). Ergon, Würzburg 2014. ISBN 978-3-95650-062-6. Inhaltsverzeichnis
- Arthur Schnitzler: Filmarbeiten. Drehbücher, Entwürfe, Skizzen. Hrsg. von Achim Aurnhammer / Hans Peter Buohler / Phillip Gresser / Julia Ilgner / Carolin Maikler / Lea Marquart. (Klassische Moderne 25: Akten des Arthur-Schnitzler-Archivs der Universität Freiburg 4) Ergon, Würzburg 2015. ISBN 978-3-95650-057-2 Inhaltsverzeichnis